# Festival du Durbar
Pour les articles homonymes, voir Durbar.

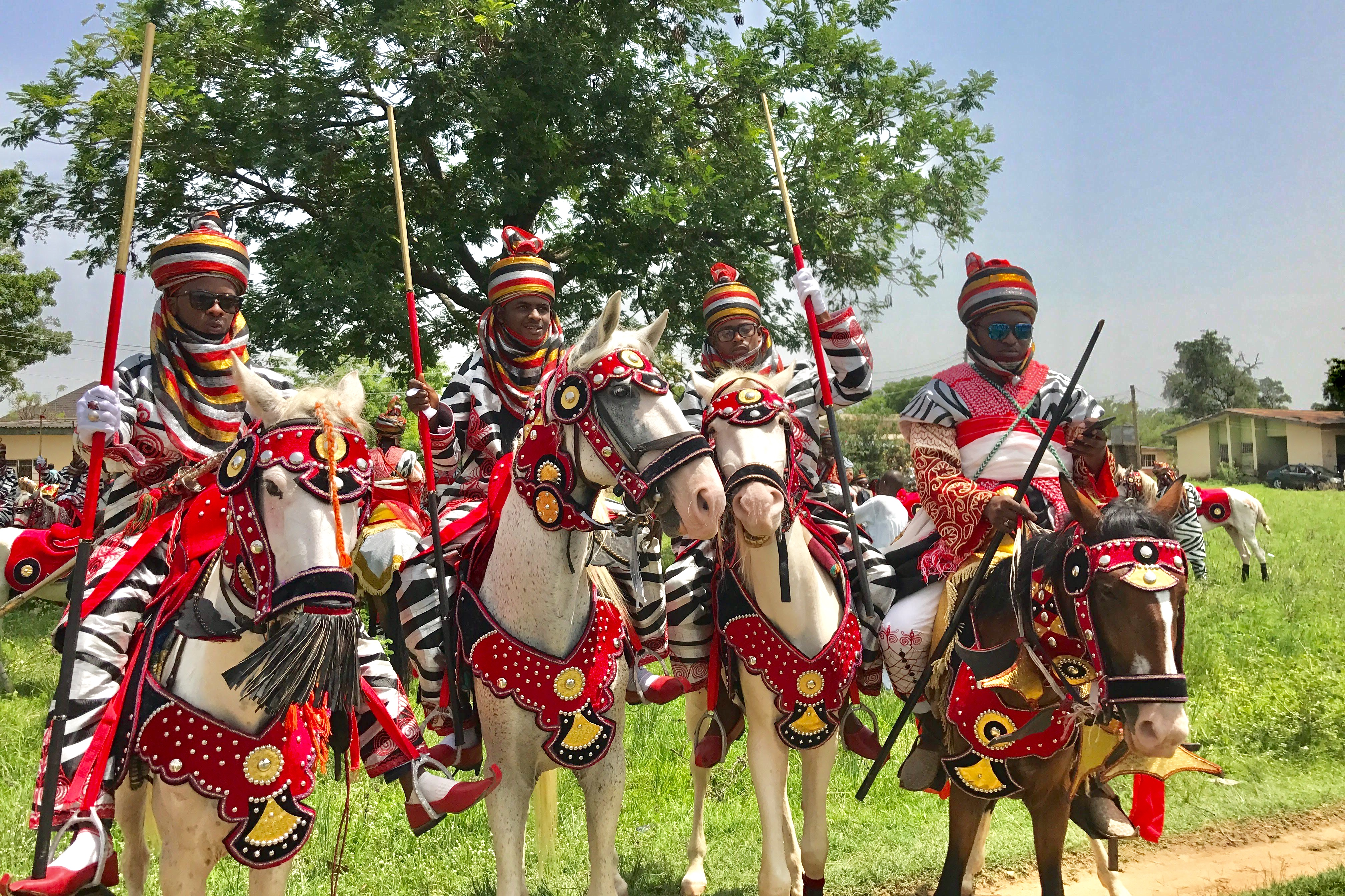
Durbar à Bauchi (2017)

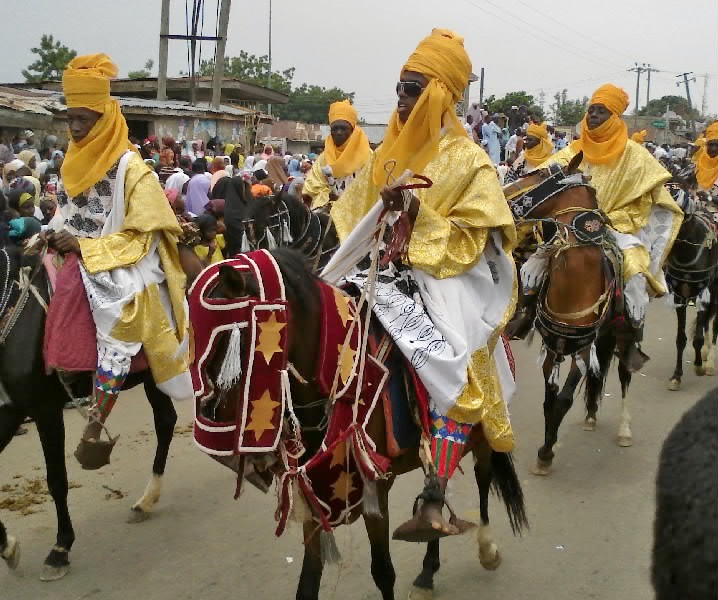
Durbar à Bauchi (2011)

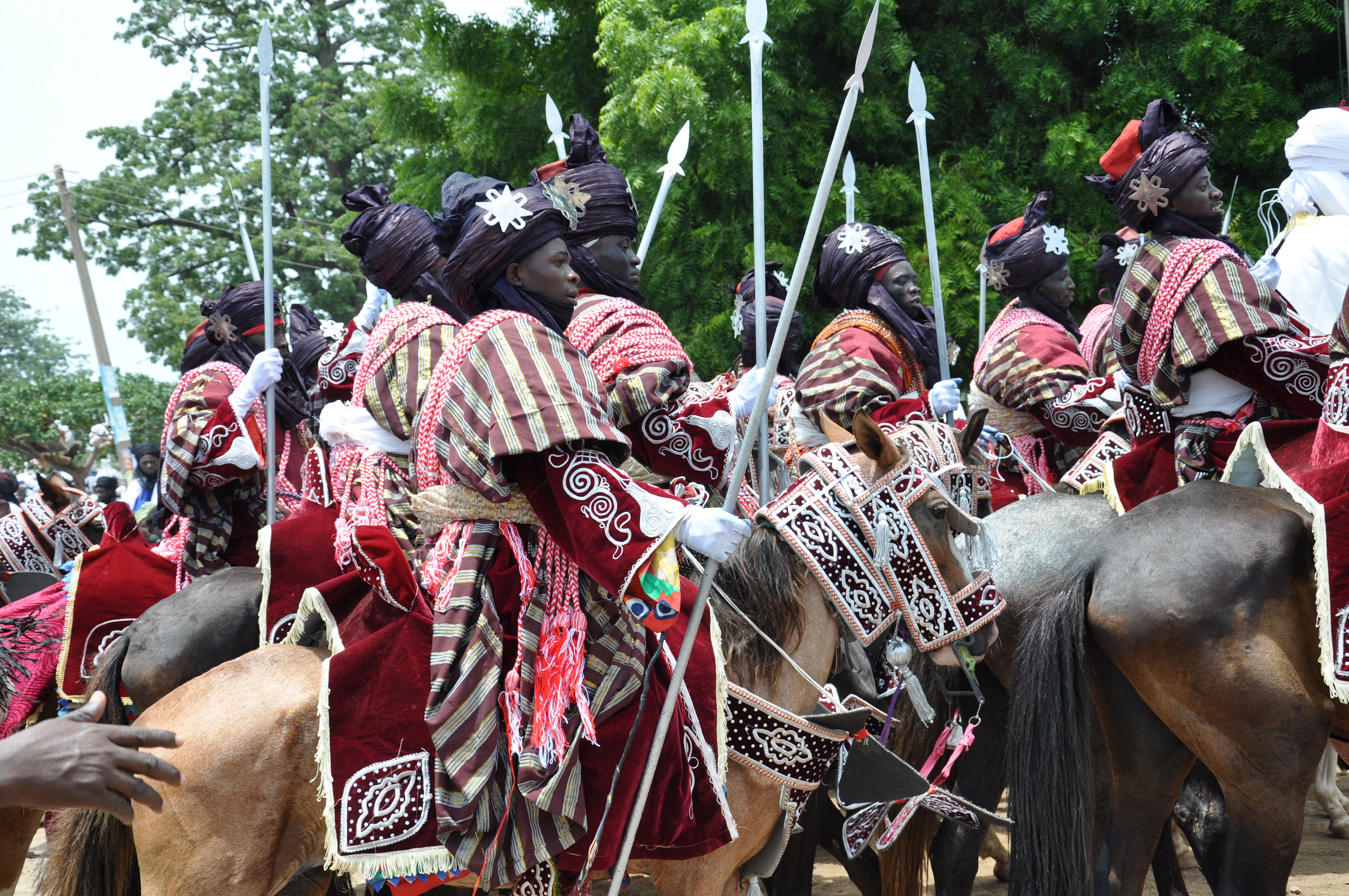
Durbar à Zaria (2010)

Le durbar est un événement équestre organisé chaque année, particulièrement dans les communautés haoussa, dans plusieurs villes du nord du Nigeria (notamment Kano, Katsina, Bida, Bauchi et Zaria), à l'occasion de la fin du ramadan (Aïd el-Fitr) et de l'Aïd al-Adha. Des cavaliers et des soldats à pied, sous la conduite des chefs traditionnels, défilent devant les autorités politiques. Dans certaines villes, le défilé peut compter jusqu'à plusieurs milliers de personnes et durer plusieurs heures. 

## Histoire
Cet usage a été introduit par les autorités coloniales britanniques au début du XXe siècle (s'inspirant notamment du durbar de Delhi, au cours duquel la reine Victoria a été proclamée impératrice des Indes), mais s'appuie sur des traditions de l'empire de Sokoto et du royaume du Kanem-Bornou. 
En 1977, il fait partie du FESTAC 77, un festival des cultures et arts noirs et africains qui se tient à Lagos et réunit près de 60 pays.
Le durbar à Kano est inscrit sur la liste représentative du patrimoine culturel immatériel de l'humanité par l'UNESCO en 2024.